# Chamagnieu
Chamagnieu este o comună în departamentul Isère din sud-estul Franței. În 2009 avea o populație de 1.492 de locuitori.

## Evoluția populației
| An        | 1975 | 1982 | 1990  | 1999  | 2006  | 2009  |
| --------- | ---- | ---- | ----- | ----- | ----- | ----- |
| Populație | 514  | 817  | 1.010 | 1.180 | 1.437 | 1.492 |